# Стоян Хаджиев
 Тази статия е за ениджевардарският войвода.  За горянина вижте Стоян Хаджиев – Вампиро.  
Стоян Трайков Хаджиев (Аджиев), известен като Бозецки, е български революционер, ениджевардарски войвода на Вътрешната македоно-одринска революционна организация.

## Биография
Стоян Хаджиев е роден в ениджевардарското село Бозец, тогава в Османската империя. Присъединява се към ВМОРО и става помощник войвода на Апостол войвода. Ръководи центъра „Корчуфка“ от 16 четници в Ениджевардарското езеро, която се сражава с гръцките чети. След Младотурската революция от юли 1908 година се легализира.
Умира в 1967 година в София.
- Четата на Апостол войвода. Отдясно на Апостол е Въндо Гьошев (Въндо войвода), а отляво Стоян Хаджиев.
- Четата на Апостол войвода. Седналият отдясно на Апостол е Въндо Гьошев, а отляво Стоян Хаджиев.
- Четата на Апостол войвода, отляво на него е Въндо Гьошев, а отдясно – Стоян Хаджиев.